# Hagelbäcks matrast
Hagelbäcks matrast är ett svenskt barnprogram i tio avsnitt för TV, producerat 1992 och hade premiär i SVT 1 1993. Serien handlar om Johan Hagelbäck som får lunchrast på sitt jobb och skapar animationer i filmjölk.
Avsnitten inleds med att Johan Hagelbäck får lunchrast och inleder rasten med att hälla upp filmjölk i en balja. Han skapar sedan berättelser med hjälp av animationer i filmjölken, bland annat med kryddor och såser. När lunchrasten är slut äter han upp filmjölken och går därifrån.
Prisbelönades i Berlin av Kinderfilmfest +14 år 1994.

## Rollista
- Johan Hagelbäck som sig själv, samt regi och animation.

## Avsnitt
1. Raggmunk
2. Fattiga riddare
3. Snuva
4. Bruse
5. Kejsaren
6. Sönder
7. Hjälparna
8. Bov
9. Kung
10. Bygge